# 当哒当：邪视
《当哒当：邪视》（ダンダダン：邪視）是一部於2025年上映的日本動畫電影，  該電影根据《膽大黨》動畫第二季的前三集改編。瀨古浩司為該電影的編劇。
《当哒当：邪视》于2025年5月30日在亚洲上映，6月6日在北美上映，6月7日在欧洲上映。 2025年6月29日在中國內地上映。